# Сильвестр (Цветков)
Епископ Сильвестр (в миру Сергей Григорьевич Цветков; 1 (12) октября 1781 — 29 октября (10 ноября) 1823) — епископ Русской православной церкви, епископ Старорусский, викарий Новгородской епархии.

## Биография
Родился 1 (12) октября 1781 в семье пономаря Московской епархии.
Образование получил в Московской Славяно-греко-латинской академии.
1 июня 1808 года назначен «информатором нижнего латинского класса академии», 4 сентября, сделан там учителем, а 1 сентября 1811 года — катехизатором.
26 апреля 1812 года пострижен в монашество с именем Сильвестр; 7 мая рукоположен во иеродиакона, 9 мая — во иеромонаха
Академическое правление отзывалось о нем, «что изящные его дарования, отличное прилежание к должности и весьма похвальное поведение довольную подают надежду, что он может с честью послужить церкви и отечеству».
7 августа 1812 года причислен к соборным иеромонахам Московского Донского монастыря.
24 января 1813 года назначен настоятелем Смоленского Троицкого монастыря с возведением в сан игумена.
6 марта назначен префектом Смоленской духовной семинарии; 28 июля того же года возведён в сан архимандрита и определен настоятелем того же Троицкого монастыря.
22 мая 1817 года переведён в Смоленский Авраамиев училищный монастырь Смоленской епархии. В том же году назначен ректором Смоленской духовной семинарии.
6 ноября 1821 года назначен епископом Старорусским, викарием Новгородской епархии. Хиротония состоялась 27 декабря того же года.
Скончался 29 октября 1823 года после продолжительной болезни.
Погребен в соборе Хутынского монастыря. «Жития его было 42 года, 28 дней».